# Даниела Дженева
Даниела Кирилова Дженева е български хореограф и изпълнителка на народни танци, професор в Академията за музикално, танцово и изобразително изкуство (АМТИИ) в Пловдив. Заема длъжностите заместник-ректор на АМТИИ, главен художествен ръководител и хореограф на Фолклорен ансамбъл „Тракия“.

## Биография
Родена е в София на 22 октомври 1960 г. Дъщеря е на Кирил Дженев (1922 – 2006, основател и пръв директор на ФА „Тракия“, професор в АМТИ).
От 1978 година, успоредно със следването си, започва работа като артист-балетист в Държавния фолклорен ансамбъл „Тракия“, Пловдив. С това получава възможност да навлезе по-дълбоко в автентичното българско танцово наследство. Активно се включва в групи за теренно проучване на фолклорни танцови обичаи. Завършва висше образование в Академията за музикално и танцово изкуство в Пловдив по специалност „Хореографска режисура“ през 1982 г.
От 1988 година започва работа като хоноруван преподавател в Академията за музикално и танцово изкуство. От 1991 година се занимава с импресарска дейност. След спечелен конкурс през 1992 година става щатен преподавател в Академията. През 1995 година започва работа по съвместителство в ансамбъл „Тракия“ – първоначално като хореограф, а от 1997 година като главен художествен ръководител и директор.
С ансамбъл „Тракия“ Даниела Дженева е осъществила през последните години стотици концерти и концертни турнета в Германия, Франция, Португалия, Израел и други страни. Осъществила е и множество записи за редица телевизионни компании.
Лично Даниела Дженева е взела участие в над 2000 концерта, като е гастролирала в над 50 страни по света. Носителка е на призовете „Кристална лира“ на СЪюза на българските музикални и танцови дейци през 2000 и 2004 г. (със спектакъла „Хубава Яна“), както и на наградата „Пловдив“ на Община Пловдив за ярки постижения в изкуството и културата за 2004 г..
През 1999 година е избрана за ръководител на катедра „Хореография“ в академията. Избрана е за член на Специализирания научен съвет по музика и музикознание на ВАК. Заместник-ректор на АМТИИ, общински съветник от ПП ГЕРБ в Общинския съвет в Пловдив.